# Patricia Bullrich

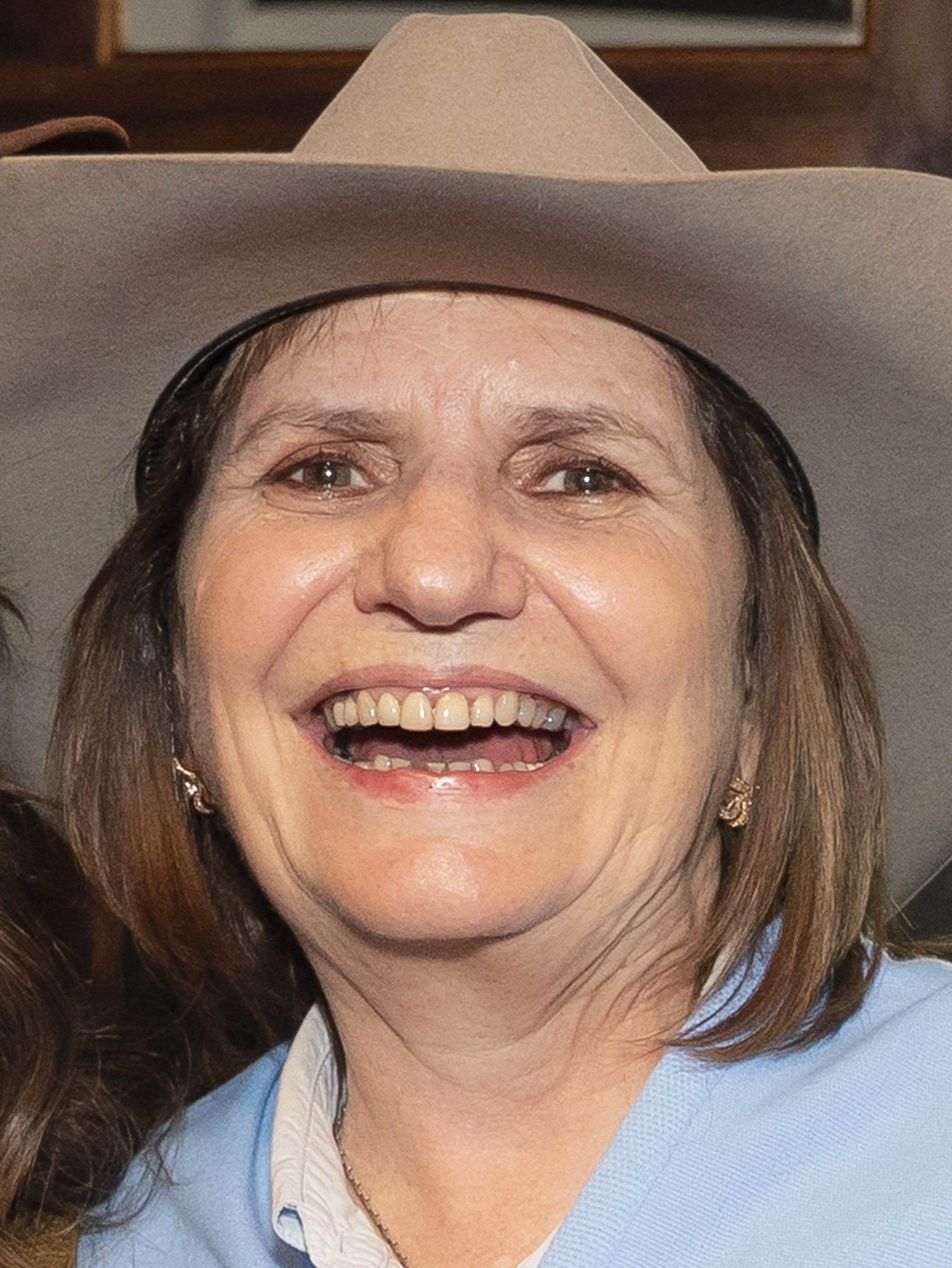
Patricia Bullrich (2025)

Patricia Bullrich Luro Pueyrredón ([paˈtɾisja ˈbʊlrɪt͡ʃ] ⓘ; * 11. Juni 1956 in Buenos Aires) ist eine argentinische Politikerin (Propuesta Republicana). Sie war von 2000 bis 2001 zuerst Ministerin für Arbeit und anschließend Ministerin für Soziale Sicherheit unter Präsident Fernando de la Rúa. Von 2015 bis 2019 war sie Ministerin für Sicherheit im Kabinett Macri unter Mauricio Macri. Von 2020 bis 2023 war sie Vorsitzende der Partei Propuesta Republicana. Seit dem 10. Dezember 2023 ist sie Ministerin für Innere Sicherheit (bzw. für Nationale Sicherheit) im Kabinett Milei.

## Biografie

### Familie und Ausbildung
Patricia Bullrich wurde als viertes Kind des Arztes Alejandro Bullrich und der Julieta Luro Pueyrredón geboren. Sie stammt aus einer historisch einflussreichen, elitären Familie aus Argentinien, zu der auch Juan Martín de Pueyrredón (nach der Mairevolution und im Zuge der Unabhängigkeit von Spanien war er von 1816 bis 1819 der Director Supremo (Regierungschef) der Vereinigten Provinzen des Río de la Plata) sowie der ehemalige Landwirtschafts- und Außenminister (1916 bis 1922) Honorio Pueyrredón und der Unternehmer, Großgrundbesitzer und Bürgermeister von Buenos Aires (1898 bis 1902) Adolfo Bullrich gehören.
Bullrich erlangte 2001 einen Universitätsabschluss an der Universidad de Palermo (Buenos Aires) in Sozialwissenschaften mit dem Schwerpunkt Kommunikation. 2013 wurde sie in Politikwissenschaften an der Universidad de San Martín (Buenos Aires) promoviert.

### Politischer Aktivismus in den 1970ern
Anfang der 1970er, noch vor der Rückkehr von Juan Domingo Perón aus dem Exil, trat Bullrich zum Leidwesen ihrer Familie der Juventud Peronista bei, der linken politischen Jugendorganisation des Peronismus. 1973 stieg sie in die Führungsriege der Juventud Peronista von Buenos Aires auf. Laut Medienberichten schloss sie sich außerdem der Stadtguerilla Montoneros an, deren Führungspersönlichkeit Rodolfo Galimberti mit Bullrichs Schwester liiert war. Im Jahr 2017 negierte sie allerdings, Mitglied jener Organisation gewesen zu sein.
1975 kam sie wegen ihres politischen Engagements für sechs Monate in Haft. In ihrer Autobiografie gibt sie an, sie habe mit Farbe politische Parolen an der Universidad de Buenos Aires gesprüht.

### Exil
Im Jahr 1977, nach dem Militärputsch in Argentinien, ging Patricia Bullrich mit ihrem Lebensgefährten und späteren ersten Ehemann Marcelo Langieri, einem Montonero, ins Exil, zunächst nach Brasilien, dann nach Mexiko, in die USA, später nach Spanien und zuletzt erneut nach Brasilien, von wo aus sie auch noch während der Militärdiktatur wieder in Argentinien gegen das Regime wirkte. Von 1978 bis 1979 kehrte sie mit gefälschten Pässen zwischenzeitlich nach Argentinien zurück, wo ihr Sohn, ihr einziges Kind, geboren wurde. Ihre endgültige Rückkehr erfolgte – mittlerweile geschieden – im Jahr 1982.

### Politische Karriere im Partido Justicialista und in der Alianza para el Trabajo
Nach der Rückkehr Argentiniens zur Demokratie im Jahr 1983, wandte sich Bullrich wieder dem Peronismus bzw. dem Partido Justicialista (PJ) zu, opponierte gegen Raúl Alfonsín und unterstützte die von Antonio Cafiero vorgeschlagene Renovación Peronista (Peronismus-Reformbewegung). Sie war zunächst eine Unterstützerin der Politik des Präsidenten Carlos Menems und wurde 1993 Abgeordnete im Parlament. Nach einigen Jahren wendete sie sich jedoch von ihm ab und schloss sich schließlich 1999 der Alianza para el Trabajo, la Justicia y la Educación einem oppositionellen Bündnis aus UCR und Frente País Solidario an. Dieses gewann 1999 die Präsidentschaftswahlen und Bullrich wurde Staatssekretärin. Im Oktober 2000 ernannte sie der Präsident Fernando de la Rúa zur Arbeitsministerin. Als Arbeitsministerin erwirkte sie eine harsch kritisierte Kürzung von Gehältern und Renten für Staatsangestellte, die über 500 Pesos/US-Dollar monatlich verdienten, um 13 %. Ein Jahr später, im Oktober 2001, wechselte sie an die Spitze des Ministeriums für Soziale Sicherheit. Im Zuge der Argentinienkrise im Dezember 2001 wurde sie von diesem Posten wieder entbunden.

### Gründung der Unión por la Libertad und Beitritt zur Propuesta Republicana

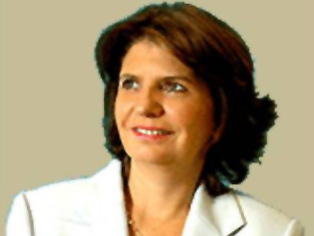
Patricia Bullrich (2008)

2003 war sie Gründerin der Partei Unión por Todos (später umbenannt in Union por la Libertad) und trat als Kandidatin bei der Wahl zum Bürgermeister von Buenos Aires an. Sie wurde vierte, hinter Mauricio Macri und dem im zweiten Wahlgang siegreichen Aníbal Ibarra. 2007 schloss sich die Unión por la Libertad dem Bündnis Coalición Cívica ARI von Elisa Carrió an. Von 2007 bis 2015 war Bullrich erneut Abgeordnete im Parlament. 2015 wurde ihre Partei Teil des von Mauricio Macri geführten Bündnissen Cambiemos.

### Ministerin für Sicherheit unter Macri
2015 übernahm Bullrich während der Präsidentschaft Mauricio Macris das Ministerium für Sicherheit. Diesen Posten im Kabinett Macri übte sie während der gesamten Präsidentschaft aus. Schwerpunkt ihrer Tätigkeit waren die Bekämpfung von Kriminalität und Drogenhandel. In ihrer Amtszeit verfügte sie unter anderem einen leichteren Schusswaffengebrauch durch Polizeikräfte und sie beschränkte die Möglichkeiten der Presseberichterstattung über Polizeieinsätze. Außerdem wurden von ihrem Ministerium ausgehend Piquetes (eine Form der Demonstrationen mit Straßenblockaden) eingeschränkt. Im Zusammenhang mit dem mutmaßlich durch die Polizei ermordeten Menschenrechtsaktivisten Santiago Maldonado demonstrierten 2017 rund 10.000 Personen in Buenos Aires und forderten den Rücktritt der für die Polizei politisch zuständigen Bullrich.

### Parteivorsitzende der PRO und Präsidentschaftskandidatin 2023
Nach Mauricio Macris Wahlniederlage im Jahr 2019 setzte sich jener dafür ein, dass Patricia Bullrich 2020 die neue Vorsitzende der Propuesta Republicana (PRO) wurde. Um ihre Präsidentschaftskandidatur 2023 parteiintern zu lancieren und um Konflikte mit dem parteiinternen Rivalen Horacio Rodríguez Larreta zu vermeiden, gab sie im April 2023 vorübergehend den Vorsitz der PRO an Federico Angelini ab. Nachdem sich Bullrich gemeinsam mit ihrem Vizepräsidentschaftskandidaten Luis Petri in den Vorwahlen gegen Larreta durchgesetzt hatte, erreichte sie im ersten Wahlgang der Präsidentschaftswahl am 22. Oktober 2023 mit knapp 24 % den dritten Platz und verpasste damit die Stichwahl.

### Ministerin für Innere Sicherheit unter Milei
Nach internen Gesprächen zwischen Macri und dem Präsidentschaftskandidaten Javier Milei (La Libertad Avanza) unterstützte Bullrich den schließlich siegreichen Wahlkampf Mileis. Im Gegenzug erhielt sie den Posten als Ministerin für Innere Sicherheit im neuen Kabinett Milei. Als eine ihrer ersten Maßnahmen kündigte sie nach einem von vier Motochorros begangenen Raubmord an einem russischen Staatsbürger vor seinem Haus in Buenos Aires im Januar 2024 härtere Gesetze gegen diese immer weiter zunehmende Gewaltkriminalität an. Das von ihr geführte Ministerium wurde 2025 in Ministerium für Nationale Sicherheit umbenannt.

## Politische Einordnung
Bullrich vertrat als junge Politikerin linksrevolutionäre Positionen (u. a. zur Juventud Peronista und auch zu den Montoneros). Später machte sie Karriere im Partido Justicialista und stand neoliberalen Positionen Menems nahe. Sie ging dann ab Ende der 1990er Jahre in eine Opposition gegen diese vorherrschende politische Partei (Partido Justicialista) und rückte politisch weiter in den Konservatismus bzw. nach rechts. Mittlerweile wird sie als Anti-Peronistin bezeichnet.
In der Propuesta Republicana steht Macri ihr nahe. Im Gegensatz zu Rodríguez Larreta, dem parteiinternen Mitbewerber um die Präsidentschaftskandidatur 2023, ist Bullrich weniger differenzierend und moderierend. Sie attackierte vehement die Politik von Alberto Fernández (PJ) und lehnte unter anderem seine Wirtschaftspolitik und Teile der Corona-Restriktionen ab. Auch den Kirchnerismus kritisiert sie und sieht darin eine Rückkehr in die 1970er Jahre. Durch ihre klaren Positionen festigte sie ihren Rückhalt und platzierte sich als Vertreterin des harten bzw. rechten Flügels (ala dura) der PRO. Dennoch positioniert sich Bullrich liberal in Fragen der sexuellen Diversität und verteidigt das Abtreibungsrecht.
Im Zuge ihrer Kampagnen und Äußerungen über Drogenkriminalität als Sicherheitsministerin warfen Nichtregierungsorganisationen Bullrich fremdenfeindliche beziehungsweise diskriminierende Falschaussagen gegenüber peruanischen und paraguayischen Einwanderern vor und verglichen ihren Politstil mit dem von Donald Trump. Sie wird zudem für Aussagen gegen das Demonstrationsrecht kritisiert.
Der Journalist Martín Vicente sieht in ihr eine fähige, strategische Netzwerkerin, die den „Mainstream“ der neuen Rechten aufgreift. Er bezeichnet ihre Politik als anti-progressiv und populistisch. Der Journalist Ricardo Ragendorfer stellt im Rahmen der von ihm verfassten (nicht autorisierten) Biografie Bullrichs das Motiv der Machtanhäufung („acumulación de poder“) in den Mittelpunkt ihres politischen Wirkens.
Bullrich soll auch gute Beziehungen in die USA pflegen, so zur US-amerikanischen Botschaft und zu den Geheimdiensten.